# Jan Henrik Behrends
Jan Henrik Behrends (* 8. September 1979 in Wilhelmshaven) ist ein ehemaliger deutscher Handballspieler. Er spielte gewöhnlich im rechten Rückraum.

## Karriere

### Vereine
Behrends begann seine Profi-Laufbahn 1997 bei der SG PS/WHV Wilhelmshaven. 1999 wechselte er zur SG VTB/Altjührden, mit dem er in der 2. Bundesliga Nord spielte, und von dort zwei Jahre später zur SG Wallau/Massenheim in die 1. Handball-Bundesliga. Ab 2005 spielte Jan Henrik Behrends wieder in Wilhelmshaven und wechselte im Jahr 2007 zu ZMC Amicitia Zürich; mit diesem Verein wurde er in der Saison 2008/2009 Schweizer Meister sowie Cup- und Supercupsieger und spielte in der EHF Champions League. Ab Dezember 2009 spielt er bei der HSG Düsseldorf in der 1. Bundesliga / 2. Bundesliga. Nach der Insolvenz der HSG Düsseldorf wechselte er 2012 zum OHV Aurich (3. Liga West). Nach der Saison 2013/14 beendete er seine professionelle Karriere.
Er spielt in der zweiten Mannschaft des Vereins HG Jever/Schortens.

### Nationalmannschaft
Am 25. November 2003 debütierte er im Aufgebot der deutschen Handballnationalmannschaft im Spiel gegen Österreichs Nationalmannschaft in Linz. Er bestritt insgesamt 16 Spiele für die Auswahl des Deutschen Handballbundes und erzielte dabei 25 Treffer.

## Privates
Der 1,97 Meter große Immobilienmakler ist verheiratet und hat zwei Söhne.